# Rudolf Schránil
Rudolf Schránil (* 21. Januar 1885 in Nixdorf, Bezirk Schluckenau, Österreich-Ungarn; † 22. Juli 1957 in Brühl (Rheinland)) war ein österreichisch-deutscher Rechtswissenschaftler. Wie kaum ein anderer war er im heiklen deutsch-tschechischen Verhältnis auf gelassenen Ausgleich bedacht.

## Leben
Schránil stammte aus einer katholischen Familie im Königreich Böhmen. Der Vater war k.k. Zollinspektor. Schránil bestand 1903 in Prag die Abiturprüfung. Anschließend war er bis 1907 an der Rechts- und Staatswissenschaftlichen Fakultät der Karl-Ferdinands-Universität Prag eingeschrieben. Von 1907 bis 1911 hörte er Philosophie, Geographie und Geschichte. Zum Dr. jur. wurde er 1909 promoviert.
Von 1908 bis 1911 war er Mitarbeiter der Finanzlandesdirektion in Prag, von 1911 bis 1913 war er zum Studium an die juristische Fakultät der Friedrich-Wilhelms-Universität zu Berlin beurlaubt. Von 1913 bis 1917 war er Mitarbeiter der Landesfinanzdirektion Prag, von 1917 bis 1921 Finanzrat im Finanzministerium Wien. Ab 1918 lehrte er als Privatdozent an der Universität Wien Öffentliches Recht. 1921 erhielt er einen Ruf an die Karls-Universität Prag auf ein Extraordinariat für Verwaltungsrecht und Finanzrecht. 1927 wurde er dort zum o. Professor ernannt. In der Zeit des Nationalsozialismus setzte er sich für vertriebene jüdische Professoren ein. 1937/38 war er Rektor der Universität Prag. Im Protektorat Böhmen und Mähren wurde er deshalb ab 1939 lediglich auf Honorarbasis weiterbeschäftigt. 1941 wies ihn das Wissenschaftsministerium der Martin-Luther-Universität Halle-Wittenberg zu. Hier lehrte er bis 1947 öffentliches Recht. Entlassen wurde er, weil er sich öffentlich gegen eine Neuregelung des § 218 StGB ausgesprochen hatte. Er ließ sich auf einer Veranstaltung des Kulturbundes zur demokratischen Erneuerung Deutschlands im Juli 1947 zum strafrechtlichen Abtreibungsparagraphen „in ein Wortgefecht mit dem Generalstaatsanwalt von Sachsen Anhalt Werner Fischl“ ein, wobei ihm „in der Aufregung politisch gewagte Äußerungen ... unterlaufen sein sollen“. Zunächst ging Schránil nach Hamburg, 1948 wechselte er an das Saar-Institut für Höhere Studien in Homburg. An der neugegründeten Universität des Saarlandes lehrte er von 1948 bis 1952 als ordentlicher Professor Öffentliches Recht.

## Mitgliedschaften
- Deutsche Demokratische Freiheitspartei (1929–1935)
- Mitglied des Tschechoslowakischen Wahlgerichtes für die Sudetendeutsche Partei (1935–1938)
- Tätigkeit für das Rechtsamt der Sudetendeutschen Partei (kein Parteimitglied)
- Nationalsozialistisches Kraftfahrkorps
- Nationalsozialistische Volkswohlfahrt

## Werke
- mit Josef Hušák (Bearb.): Der Landtag des Königreiches Böhmen 1861–1911: Personalien. Prag 1911.
- Die sogenannten Sobielaw'schen Rechte – ein Prager Stadtrechtsbuch aus dem 15. Jahrhundert. München 1916.
- Besteuerung und Steueranspruch. Wien 1925.
- Recht und Technik des Verwaltungsverfahrens. 1932.
- mit Ludwig Wahrmund: Das Institut der Ehe im Altertum. Weimar 1933.
- mit Oskar Engländer: Finanzwissenschaft und tschechoslowakisches Finanzrecht. Brünn 1935.
- Staatsbürgertum und Loyalität. Ljubljana 1937.
- mit Friedrich Janka: Das öffentliche Recht der Tschechoslowakischen Republik. Prag 1938.
- Der Schutz der demokratisch-republikanischen Staatsform. 1938.
- Die Rechte der Deutschen im Deutschen Bund. Festschrift für Adolf Zycha, 1941.
- mit Michael Stark und Ernst Otto: Bericht der Deutschen Karls-Universität in Prag über die Studienjahre 1936/37, 1937/38, 1938/39; Nachrufe. Prag 1942.
- Verfassung des Saarlandes. 1952.